# 2893 Peiroos
2893 Peiroos (1975 QD) là một Trojan của Sao Mộc được phát hiện ngày 30 tháng 8 năm 1975 bởi Felix Aguilar Observatory ở El Leoncito.